# Melitaea postwheeleri
Melitaea postwheeleri är en fjärilsart som beskrevs av Ruggero Verity 1930. Melitaea postwheeleri ingår i släktet Melitaea och familjen praktfjärilar. Inga underarter finns listade i Catalogue of Life.